# Хасбулатов, Хасбулат Ниматуллаевич
Хасбулат Ниматуллаевич Хасбулатов, он же Хасбулат Губденский (дарг. Хасбулатхъала НигIматуллагьла Хасбулат; род. 1948, Губден, Ленинский район, ДАССР, РСФСР, СССР) — лидер дагестанской религиозной организации «Джамаатуль муслими» (мусульманское общество). Активный участник общественно-политической жизни Дагестана в 1991—1992 годах .

## Биография
Родился в 1948 году в селе Губден, ныне Карабудахкентского района Дагестана, по национальности — даргинец. Получил высшее образование в финансового техникуме, по специальности — бухгалтер.
По его инициативе в июне 1991 году был организован крупный митинг (на площади Ленина в Махачкале), с требованием свободного выезда на хадж. Предъявив требования, вместе с митингующими пытался захватить здание Госсовета, но митинг был подавлен. Было заведено уголовное дело по статье «Массовые беспорядки», которое поручено вести КГБ Дагестана.
17 июня 1991 году был принято решение о задержании Хасбулата Губденского. На тот момент он находился в Москве, где хотел добиться депутатского расследования ситуации в Дагестане. По его мнению, беспорядки на центральной площади Махачкалы были спровоцированы нынешним руководством Дагестана.
2 июля Хасбулат объявился в приёмной зампреда ВС РСФСР Р. И. Хасбулатова, потом тот сообщил своему однофамильцу о решении Ельцина направить в Дагестан депутатскую комиссию. Все дела по формированию были возложены на народного депутата ВС РСФСР от Дагестана Расула Микаилова, уполномоченное лицо Ельцина на президентских выборах, но сроки поездки и состав комиссии не определены.
В тот же день распространилась информация о розыске Хасбулата. Однако он сообщил о намерении вернуться в родное село Губден, где ранее работал главным экономистом совхоза, и там ожидать своей судьбы. Мусульмане Дагестана пояснили, что арестовать Хасбулата не дадут.
5 июля на подходе к ВС РСФСР Хасбулат Губденский и его соратники были задержаны неизвестными и доставлены в отделение милиции. Соратников, давших подписку о явке в КГБ Махачкалы, отпустили. Хасбулата же, по некоторым данным, посадили в СИЗО «Бутырка», откуда его 8 июля этапировали на родину.
Подстрекателем к массовым беспорядкам из Хасбулата было трудно сделать: препятствовала телеграмма, заранее отправленная Горбачёву, в которой предупреждают о возможных беспорядках, если требования мусульман в отношении хаджа не будут выполнены.
Благодаря этим событиям, власти были вынуждены уступить и снизить пошлину. Уже со следующего года количество паломников из Дагестана неуклонно росло. В 1991 году около 1000 дагестанцев посетили Мекку. В 1992 году их было уже 6318, в 1997 году — 12208, а в рекордном 1998 году — 13268 человек.